# Kelardascht (Verwaltungsbezirk)
Kelardascht oder Kalardascht (persisch کلاردشت) ist ein südlich des Kaspischen Meeres gelegenes Schahrestan in der Provinz Mazandaran im Iran. Er enthält die Stadt Kelardascht, welche die Hauptstadt des Verwaltungsbezirks ist.

## Demografie
Bei der Volkszählung 2016 betrug die Einwohnerzahl des Schahrestan 23.648. Die Alphabetisierung lag bei 87 Prozent der Bevölkerung. Knapp 57 Prozent der Bevölkerung lebten in urbanen Regionen.
| Zensusjahr | Einwohnerzahl |
| ---------- | ------------- |
| 2011       | 17.350        |
| 2016       | 23.648        |

## Archäologie
In Kelardascht befindet sich in der etwa 10 km entfernten Stadt Kelardascht die Ortschaft Garmabak, wo bei Ausgrabungen Keramikfunde, die an eine Verbindung zu Hasanlu (Schicht IV) denken lassen, gemacht wurden.